# Ægtemænd i Knibe
Ægtemænd i Knibe er en film fra 1915 med ukendt instruktør.